# Montoneras Patria Libre
Montoneras Patria Libre (também chamada de Montoneros Patria Libre; MPL) foi uma organização guerrilheira surgida em 1985 que reivindicava seguir os ideais do militar venezuelano Simón Bolívar e do líder liberal equatoriano Eloy Alfaro. A organização é mais conhecida pelos sequestros do penalista Enrique Echeverría Gavilánez e do empresário espanhol Pablo Martín Berrocal.
Apesar dos golpes mediáticos, no final do governo de León Febres-Cordero Ribadeneyra a guerrilha acabou dizimada e com a maioria dos seus integrantes presa, destino semelhante ao ocorrido com o seu aliado e homólogo Alfaro Vive ¡Carajo!.